# Среднепихтинский
Среднепихтинский (гол. Новыны) — населённый пункт (участок) в Заларинском районе Иркутской области России. Входит в состав Хор-Тагнинского муниципального образования. Находится примерно в 71 км к юго-западу от районного центра.

## Население
| 2002 | 2010 | 2011 | 2012 |
| ---- | ---- | ---- | ---- |
| 102  | ↘96  | →96  | ↗100 |

Гендерный состав
По данным Всероссийской переписи, в 2010 году в населённом пункте проживало 96 человек (51 мужчина и 45 женщин).